# PH мокраће
pH мокраће је мера (вредност) активности водоникових јона (H+) у раствору мокраће, која зависи од функција бубрега који треба да уклоне вишак киселих или алкалних једињења. Зато је поремећај одржавање ацидобазне равнотеже (или pH) мокраће једна од најважнијих показатеља нарушених функција бубрега. 

## Основне карактеристикемокраће
- Физиолошки pH мокраће је 4.5 до 8
- Кисео  мокраће је 4.5 до 5.5
- Алкалан pH мокраће је 6.5 до 8
- Физиолошки немогућ је pH мокраће мањи од 4 и већи од 8
- Мокраћна инфекција удружена је са алкалном мокраћом (pH мокраће > 7.5)  се претвара у  јон који преципитира са  фосфатом у каменове (калкулоза)
- Стајањем на собној температури мокраћа постаје алкална

## Методе за одређивањемокраће
Од методе за одређивање pH мокраће најчешће се користе:
Тест траком
Тест траком импрегнираном смесом метилен-црвено и бром-тимол-плаво (на којој се очитава pH мокраће од 5 до 9, са тачношћу 0.5 јединице)
Тест траке за мокраћу израђени су у облику уских трака од целулозе и прозирне пластике (0.5х8 см) на којој се налазе поља импрегнирана реагенсима у којима се одвијају хемијске реакције. 
На оригиналним бочицама са тест тракама налази се колор скала боје настале у реакцији са састојцима мокраће. 
Резултати на траци се очитавају:
- упоређивањем са колор скалом
- на апарату - читачу тест трака (рефлексиона фотометрија)

Резултати са тест трака се изражавају нумерички (бројчано). 
Време од урањања траке у урин до очитавања настале боје утиче на тачност методе (оптимално од 60 до 120 сек.)
Траке треба чувати по упутству (на сувом и хладно место), у противном могу да дају погрешне резултате
 метром за мокраћу

## Узроци променеу мокраћи[3][4][5][6][7]

### Узроци повишених вредностимокраће
- Бактериурија (бактериурија), код мокраћних инфекција изазваних микроорганизмима који садрже уреазу
- Вегетаријанска дијета (исхрана)
- Болест бубрега са поремећајем у метаболизму амонијака
- Лекови: антибиотици, сода бикарбона, ацетазоламид. унос натријум-бикарбоната и калијум-цитрата
- Дуго стајање мокраће на собној температури
- Већи унос јужног воћа
- Метаболичка и респираторна алкалоза
- Повраћање и диареја (губитак HCl)

### Узроци снижених вредностимокраће
Низак pH мокраће могу узроковати; спољашњи узроци и унутрашњи узроци као што су; 
- Метаболичка, респираторна ацидоза
- Лекови: амонијум хлорид, метенамин манделат,
- Шећерна болест
- Гладовање
- Велики унос протеина (месо)
- Унос амонијум хлорида (тест ацидификације)
- Код реналне тубуларне ацидозе стално је  мокраће већи од 5.5
- У тесту ацидификације стално је  мокраће мањи од 5.5
- Оштећена функција тубула доводи до смањене измене  са катјонима и смањене секреције
- Висока телесна температура
- Малигни тумори

## Значај
Растворљивост различитих компоненети као што су мокраћна киселина, фосфати, амонијум урат као и цистин зависе од pH. Фосфати и амонијум-урат се боље растварају у киселој мокраћи а мокраћна киселина и цистин у алкалној. 
Ово је посебно важно у лечењу цистинских и уратних каменацае где се давањем алкалија ови каменци могу
хемијским путем растворити. Међутим, алкализација мокраће увек носи опасност од таложења фосфата. У случају да је pH мокраће мањи од 5,5 постоје повољни услови за кристализацију мокраћне киселине и стварање уратног камења.
Кристали мокраћне киселине могу да постану језгро за кристализацију и калцијум-оксалата, па према томе, дуготрајна повећана киселост урина може довести до стварања како уратних, тако и калцијумских каменаца.
| Врста камена                 |           | Налаз у мокраћи    |
| ---------------------------- | --------- | ------------------ |
| Цистински                    | Кисео     | ↑Цистин            |
| Уратни                       | 5 - 5,5   | ↑Мокраћна киселина |
| Калцијум-фосфатни            | > 6,6     | ↑ Ca, ↑PO4         |
| Калцијум-оксалатни           | 5,6 - 6,5 | ↑ Ca, ↑ оксалати   |
| Магнезијум-амонијум фосфатни | > 7,2     | ↑ Mg, ↑ NH4, ↑ PO4 |